# مایک فن در هورن
مایک فن در هورن (انگلیسی: Mike van der Hoorn؛ زادهٔ ۱۵ اکتبر ۱۹۹۲) بازیکن فوتبال اهل هلند است. از باشگاه‌هایی که در آن بازی کرده‌است می‌توان به باشگاه فوتبال اوترخت و باشگاه فوتبال آژاکس آمستردام اشاره کرد.